# Silke Bernhard
Silke Bernhard (* zwischen Juli 1969 und August 1970) ist eine ehemalige deutsche Voltigiererin.
Die Voltigiererin aus dem niedersächsischen Langenhagen gewann den Weltreiterspielen in Stockholm 1990 im Einzelvoltigieren auf Mainzelmann die Goldmedaille. Im Damen-Einzel wurde sie 1988 in Ebreichsdorf Weltmeisterin, nachdem sie bereits 1986 in Bulle in der Schweiz die Einzelweltmeisterschaft für sich entscheiden konnte.
Bei den Europameisterschaften 1989 in Drzonków und 1987 in Paris wurde sie zwei Mal Europameisterin.
Sie wurde darüber hinaus vierfache deutsche Meisterin im Einzelvoltigieren, in den Jahren 1990, 1988, 1987 und 1986.